# Fürstenwallstraße

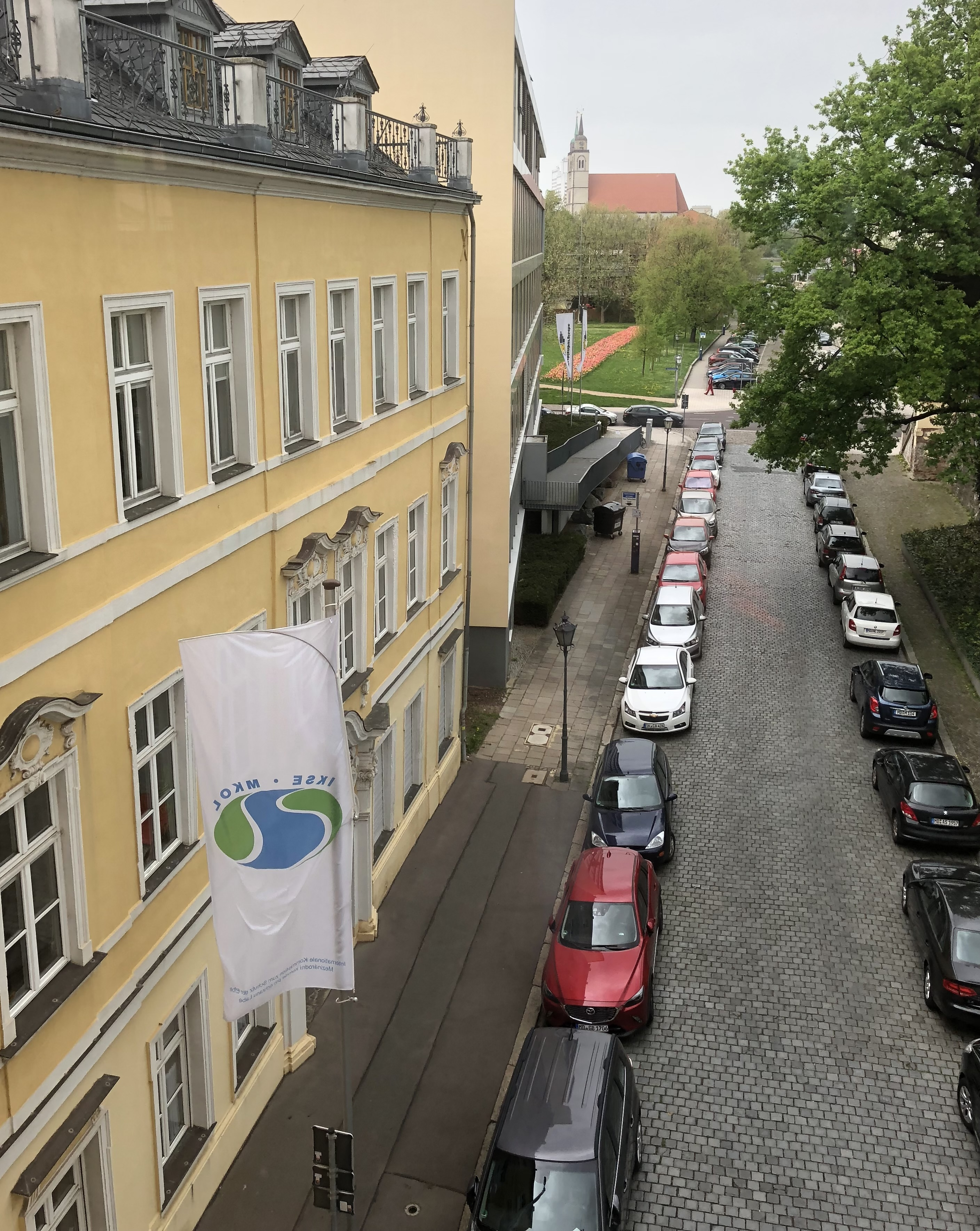
Fürstenwallstraße, Blick aus dem Haus Fürstenwallstraße 20 nach Norden, 2018

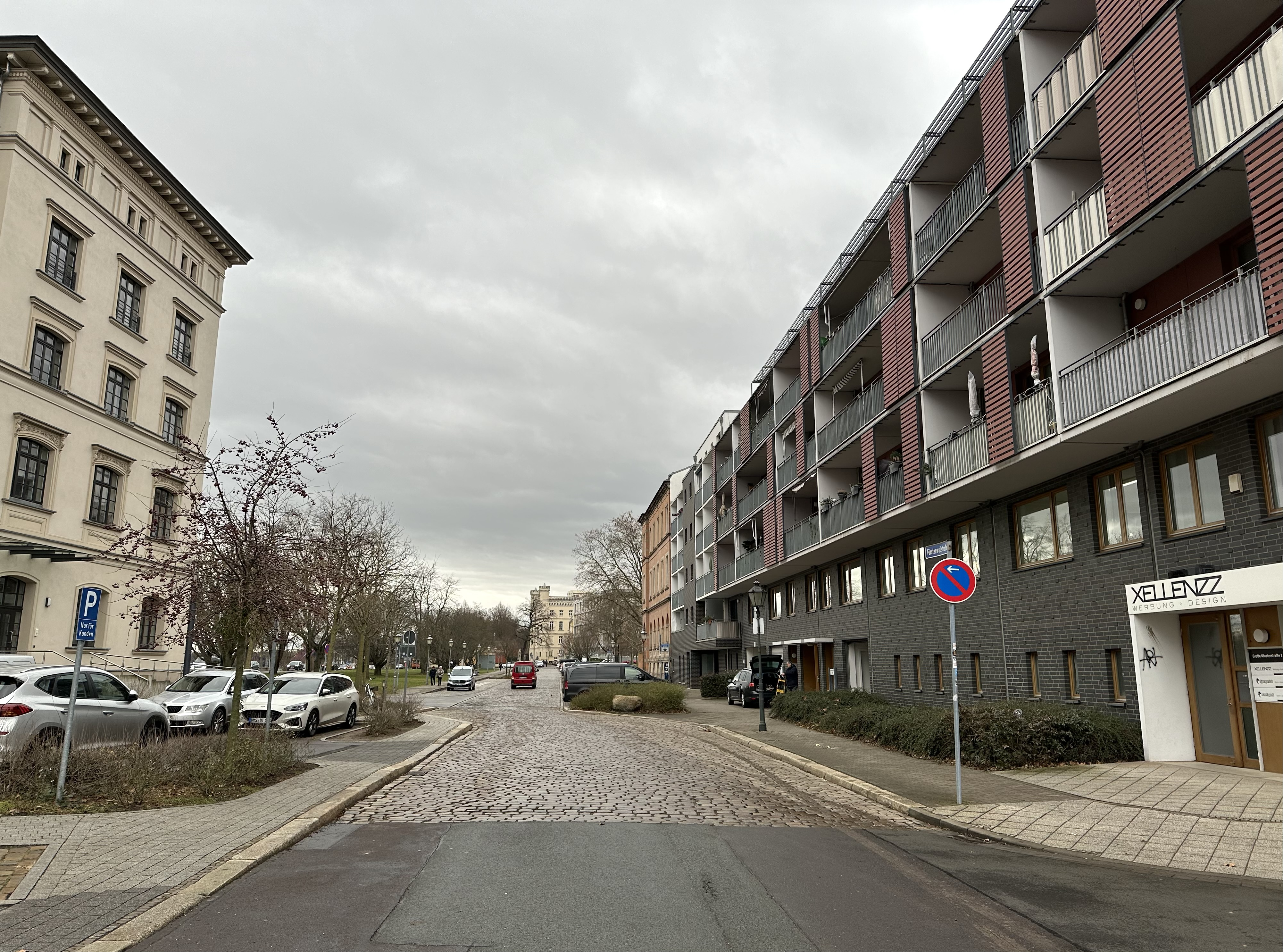
Blick von Norden in die Fürstenwallstraße, 2024

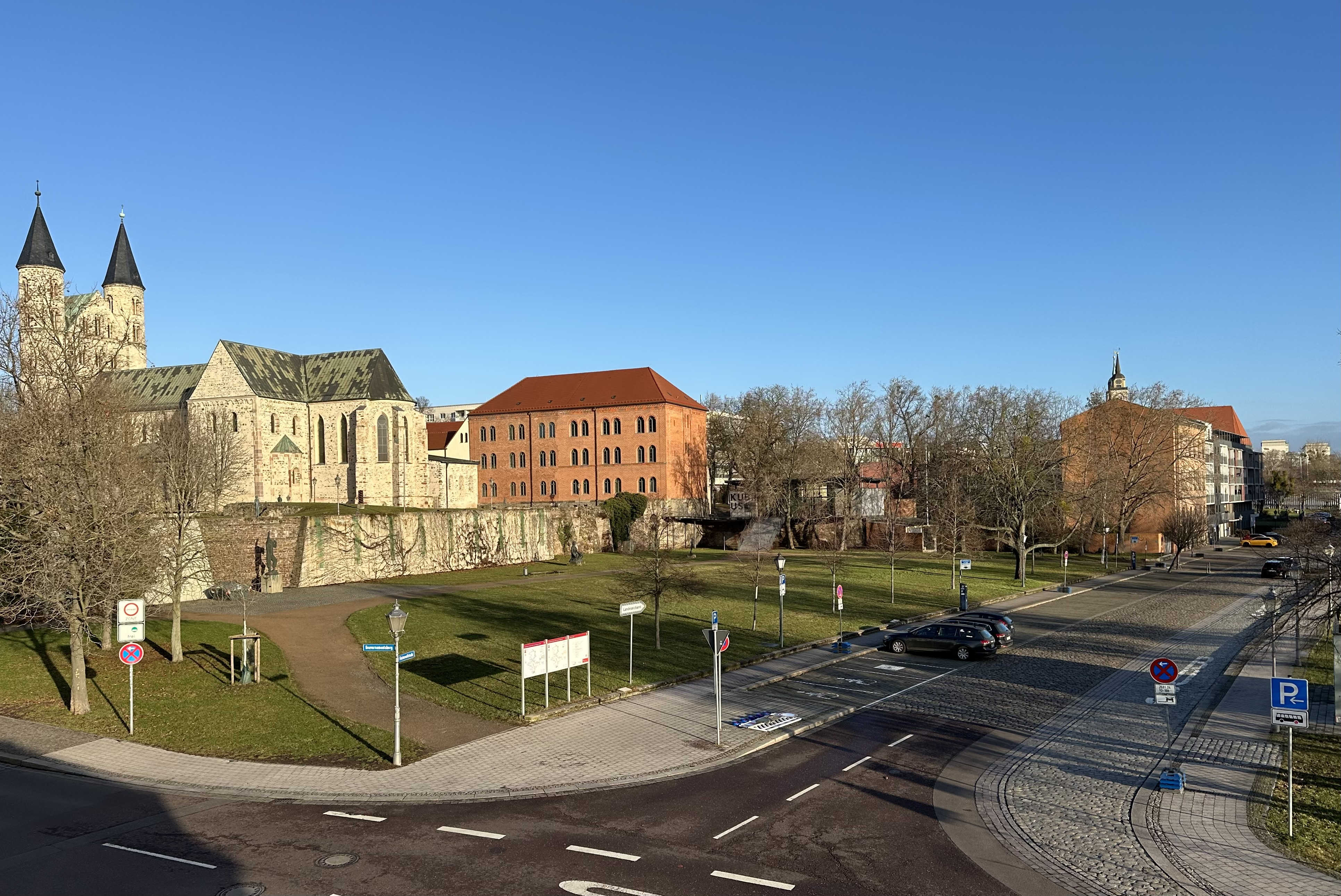
Blick vom Fürstenwall nach Nordwesten auf die heute weitgehend unbebaute Westseite der Fürstenwallstraße, im Vordergrund die Kreuzung mit dem Gouvernementsberg, 2024

Die Fürstenwallstraße ist eine Straße in Magdeburg in Sachsen-Anhalt.

## Lage und Verlauf
Die Straße befindet sich im Osten der Magdeburger Altstadt. Sie beginnt südlich der Straße Gouvernementsberg, die sie nach Norden verlaufend dann kreuzt und verläuft dort parallel zum östlich gelegenen Fürstenwall. Sie führt dann weiter nach Norden bis zur von Westen erfolgenden Einmündung der Großen Klosterstraße, wo sie nach insgesamt etwa 300 Metern endet. Nördlich schließt sich die Materlikstraße an. Zur Fürstenwallstraße gehört auch eine kurze, südlich des Leipziger Bahnhofs nach Osten zum Schleinufer führende Verbindungsstraße.
Die Hausnummerierung verläuft von der Nummer 8 am nördlichen Ende der Westseite aufwärts entlang der Westseite nach Süden bis zur Nummer 10. Nach einem längeren unbebauten Abschnitt setzt die Nummerierung dann südlich des Gouvernementsbergs mit der Nummer 17 wieder ein und verläuft weiter nach Süden bis zur Nummer 20. Die fehlenden Hausnummern bestehen für aktuell nicht bebaute Grundstücke bzw. gehören zur später ausgewiesenen Materlikstraße.
Historisch begann die Nummerierung mit der Nummer 1 auf der Ostseite, nördlich der Kreuzung mit der Gouvernementsstraße, dem heutigen Gouvernementsberg und verlief aufsteigend bis zur Nummer 5. Nördlich hiervon befand sich der Leipziger Bahnhof, der jedoch nicht zur Fürstenwallstraße gehörte. Die Nummer 6 befand sich auf der Westseite am nördlichen Ende der Straße. Diese Fläche gehört heute zur Materlikstraße.
Am nördlichen Ende des Fürstenwalls, heute der Materlikstraße, mündete von Westen kommend die Heiligegeiststraße ein. Am nordöstlichen Ende führte die Fürstenstraße weiter nach Norden. Diese beiden Straßen bestehen aktuell nicht mehr.
Nach der Nummer 6 mündete von Osten die Große Klosterstraße ein. Die Nummerierung verlief südlich hiervon beginnend mit der Nummer 7 weiter aufsteigend nach Süden. Nach der Nummer 14 sprang die Straßenflucht zurück. Die Nummer 15 stand nach Westen versetzt. Wieder in der normalen Flucht schloss sich das Gouvernementhaus (Gouvernementstraße 1) an. Von Westen mündete die Gouvernementstraße ein. Die Nummerierung verlief südlich hiervon beginnend mit der Nummer 16 weiter nach Spden bis zur Nummer 20, die jedoch deutlich aus der Straßenflucht hervortritt.

## Geschichte

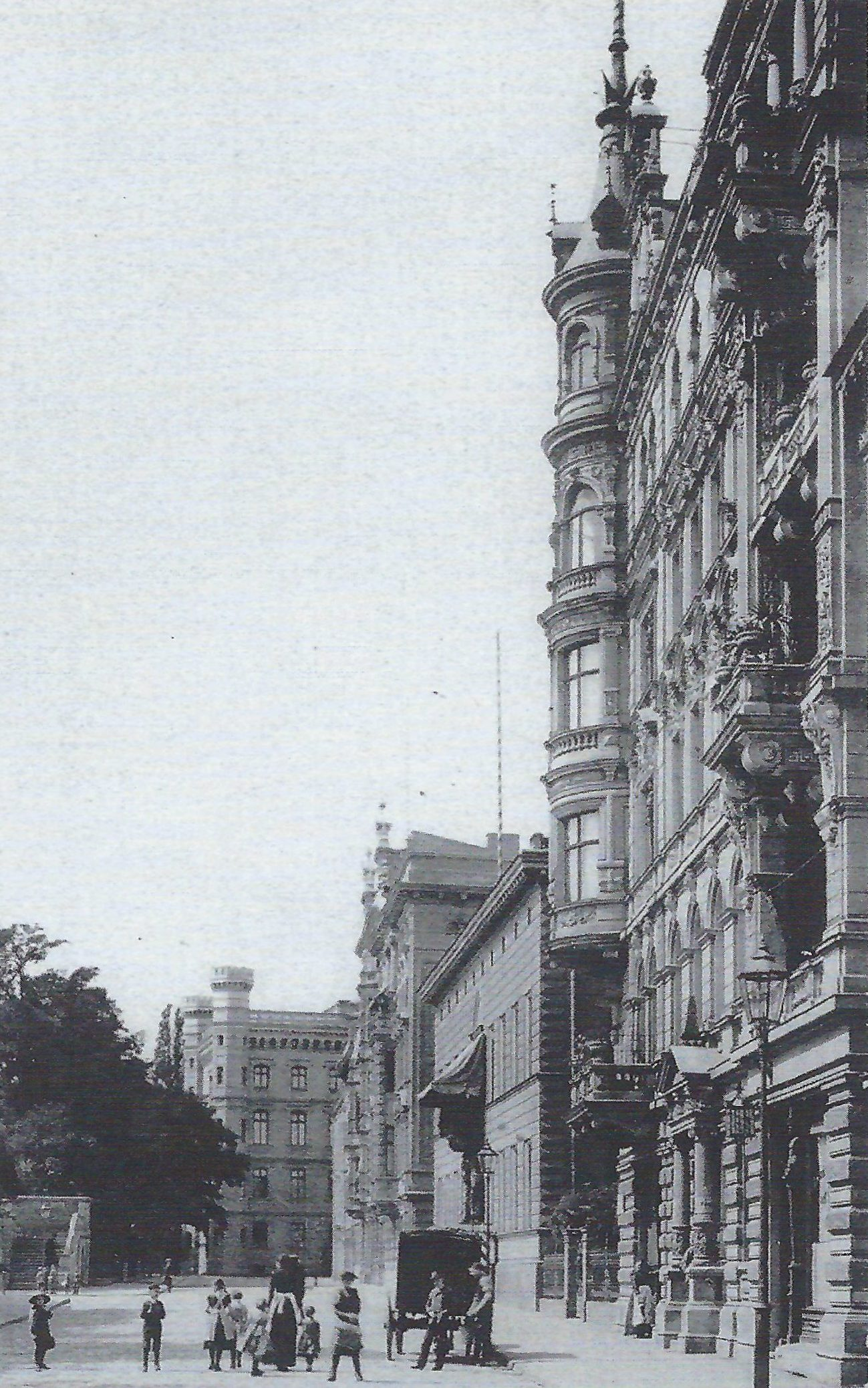
Blick auf den südlichen Teil der Westseite, Anfang der 1890er Jahre

Ein erster überlieferter Name für die Straße war Diebeshorn. Der 1323 urkundlich erwähnte Name ergab sich möglicherweise, da in dieser, damals am Rande der Stadt gelegenen Straße, Personen mit schlechtem Leumund, möglicherweise auch des Diebstahls bezichtigte, lebten. Der Namensbestandteil Horn war in Magdeburg im Mittelalter für Sackgassen und Flächen an der Elbe geläufig, um die die Elbe im Bogen floss. Weitere Erwähnungen des Namens Diebeshorn liegen vor allem bis 1523, zuletzt dann 1552 vor. Das Diebeshorn begann im Norden bei der Seidenbeutelpforte, heute etwa am nördlichen Ende der Materlikstraße, und verlief als kaum 10 Fuß schmale Gasse nach Süden entlang der Ostseite der Mauer des Gartens des Klosters Unser Lieben Frauen. Zusätzlich eingeengt wurde die Gasse durch ein Torhaus des Klosters, das mitten auf der Straße, etwa an der heutigen Einmündung der Großen Klosterstraße, stand. Östlich der Straße befand sich ein als Gemüsegarten genutztes Gelände. 1187 hatte Erzbischof Wichmann diese Fläche dem Kloster geschenkt. Zum Teil entstanden dort kleine Häuschen, die dem Kloster gegenüber zur Zahlung von Grundzinsen verpflichtet waren. Im Jahr 1477 wurde für das Diebeshorn eine Badstube genannt. Sie ist möglicherweise identisch mit der später erwähnten Badstube Zur nackten Magd. Bereits im 14. und 15. Jahrhundert waren auf der Westseite Häuser entstanden, darunter auch eine Domherrenkurie. 1489 entstand auf der westlichen Seite das Hieronymuskloster, ein Kloster der Brüder vom gemeinsamen Leben, genannt die Troilusbrüder. Der südlichste Teil der Straße wurde danach Bei den Trüllmönchen genannt. Dieses Kloster wurde jedoch bereits im 16. Jahrhundert wieder aufgegeben. Die Kenntnis über die Bedeutung des trotzdem weiter verwendeten Namens ging verloren, so dass er sich in Trillmännchen wandelte. Noch bis Anfang des 18. Jahrhunderts wurde er in Urkunden erwähnt und war auch noch 1804 gebräuchlich.
Im 16. Jahrhundert war das Diebeshorn dann bereits dichter mit Häusern bebaut. Mit etwas Abstand verlief östlich der Straße die entlang der Elbe verlaufende Stadtmauer. Der Stadtmauer nach Osten vorgelagert war der Fähramtsgarten.
Im Süden wurde das Diebeshorn vom erzbischöflichen Garten begrenzt. Das Umfeld der Straße soll unsauber gewesen sein. Auf der Westseite der Straße, am Weinberg des Klosters Unser Lieben Frauen, befand sich für längere Zeit ein sogenannter Lappenberg, eine Abladestelle für Schutt.
Im südlichen Abschnitt wurde entlang der Stadtmauer ein schmaler Wall aufgeschüttet, der noch bis in die Zeit um 1700 als Dreckwall bezeichnet wurde. Ab 1722 entstand dann der Fürstenwall, für den zwei Pulvertürme abgerissen wurden. Dies dürfte zum einen der Rote Turm, gegenüber der Einmündung des Gouvernementsbergs gewesen sein. Der zweite Turm befand sich gegenüber des Grundstücks Fürstenwallstraße 11. Nach Anlage des Fürstenwalls und Einrichtung des Gouvernementgebäudes an der Ecke zur Gouvernementstraße, heutiger Gouvernementsberg, veranlasste Leopold von Anhalt die Beseitigung der Unsauberkeiten und richtete die Straße neu her. Hierfür wurden die Klostermauern abgerissen, an ihrer Stelle entstanden die späteren Häuser Fürstenwallstraße 6 bis 15. In der Folge erhielt die Straße auch einen weniger anstößigen Namen. In der Zeit um 1720 nannten die königlichen Behörden in Magdeburg die Straße jeweils Fürstenstraße, in den Antworten aus Berlin wurde sie hingegen jeweils als Königstraße bezeichnet. Zuletzt kam im Jahr 1807 die Bezeichnung Königstraße vor, während der Fürstenwall weiterhin Fürstenwall hieß. 1798 war als Straßenbezeichnung bereits der Name Am Fürstenwall erwähnt worden. Seit 1817 trägt die Straße nur noch den auch heute noch gebräuchlichen Namen Fürstenwallstraße, der auf den unmittelbar angrenzenden Fürstenwall Bezug nimmt.
Im Zweiten Weltkrieg wurden große Teile der Bebauung der Straße zerstört, so auch der nördliche Teil des Fürstenwalls, der nun nur noch bis zum Gouvernementsberg reicht, zuvor jedoch nach Norden bis zum alten Gebäude des Leipziger Bahnhofs reichte. Einige Häuser und der südliche Teil des Fürstenwalls blieben jedoch erhalten. In der Zeit der DDR wurde der nördlichste Teil der Fürstenwallstraße, nördlich der Großen Klosterstraße, in Materlikstraße umbenannt. Die Fürstenwallstraße wurde im Übrigen nur noch als Wallstraße bezeichnet, da der monarchistisch empfundene Namensbestandteil als politisch unangemessen betrachtet wurde. Nach der friedlichen Revolution des Jahres 1989 erfolgte dann eine Rückbenennung, wobei die abgetrennte Materlikstraße jedoch bestehen blieb. Südlich des Alten Leipziger Bahnhofs neu geschaffen wurde eine kurze Verbindungsstraße zum östlich verlaufenden Schleinufer.

## (Historische) Häuser der Fürstenwallstraße
| Hausnummer                                           | Name                 | Bemerkungen | Bild |
| ---------------------------------------------------- | -------------------- | --- | --- |
| ohne Nummer                                          | Fürstenwall          | siehe Hauptartikel | Aufgang zum Fürstenwall                                                                                               |
| 1 bis 5                                              |                      | In der Zeit um 1500 gehörte der Bereich dem Hieronymuskloster. 1512 veräußerte das Kloster den möglicherweise als Garten genutzten Flecken entlang der Stadtmauer für 200 Gulden an das Kloster Unser Lieben Frauen. Im nördlichen Teil des 1722 angelegten Fürstenwalls richtete Ingenieur Preußer eine 96,5 Ellen lange Gewölbeanlage ein. Sie umfasste fünf Souterrains, die sechs gewölbte Stuben und sechs Küchen umfasste. Außerdem wurde eine Durchfahrt angelegt, die zum elbseitig gelegenen Fähramtsgarten führte. Der Fiskus vermietete die Souterrains im 18. Jahrhundert als Wohnungen. Für mehrere der Wohnungen sind die Mieter überliefert. In der Zeit um 1780 lebte in einer der Wohnungen der Branntweinbrenner und Brauer Joh. Gottlieb Vogeler, der auf seinen Vater gefolgt war. In einer der anderen Wohnungen wohnte um 1790 der Gastwirt Friedrich Haupt, der hier auch eine Schankwirtschaft unterhielt. Ein weiterer Mieter war der Buchhalter Illige. Joh. Gottfried Ruhneke wurde um 1780 erwähnt. Er hatte neben seinem Wirtschaftsbetrieb auch einen öffentlichen Garten angelegt und betrieb auf der Elbe ein Badehaus. Um die Erlaubnis für zwölf Jahre zu erhalten, musste er 25 Taler an ein Invalidenhaus in Potsdam zahlen. 1791 eröffnete er außerdem ein warmes Bad in einem der Souterrains. Im Jahr 1812 wurden die Gewölbe auf Anordnung des französischen Gouverneurs Jean-Léonor-François Le Marois geräumt und Räume für die französischen Besatzungstruppen eingerichtet. Nach Abzug der Besatzung mietete der Magistrat die Gewölbe an. Das südlichste der Gewölbe, die Kasematte 1, direkt gegenüber dem Gouvernementhaus gelegen, blieb jedoch in der Nutzung des Staats. Im Jahr 1818 nahm der Fiskus Verhandlungen mit der Stadt auf, um in den Gewölben eine Pionierkompanie unterzubringen. Die Pläne wurden jedoch letztlich nicht umgesetzt, die Pioniere wurden stattdessen letztlich 1823 in das Innungshaus der Brauer nahe der Ratswaage untergebracht. Der Magistrat der Stadt untervermietete die Anlage an die preußische Post, die wegen des elbseitig entstandenen Bahnbetriebs eine Bahnpostexpedition benötigte. Im Jahr 1846 pachtete die Berlin-Potsdamer Eisenbahngesellschaft die Räumlichkeiten an. | Oberseite des nördlichen Teils des Fürstenwalls, Blick nach Süden · Ehemaliger nördlicher Teil des Fürstenwalls, 2024 |
| Materlikstraße 1–10                                  | Leipziger Bahnhof    | ehemaliges Bahnhofsgebäude, jetzt Seniorenheim; siehe Hauptartikel | Alter Leipziger Bahnhof, 2024                                                                                         |
| 6 (alt) heute Materlikstraße                         |                      | Das Grundstück befand sich am nordwestlichen Ende der Straße zwischen der nördlich einmündenden Heiligegeiststraße und der südlich einmündenden Großen Klosterstraße. Vor dem Grundstück verlief etwa mittig auf der heutigen Materlikstraße die östliche Mauer des Weinbergs des Klosters Unser Lieben Frauen. Außerdem befanden sich vor dem jetzigen Grundstück zwei schon 1497 erwähnte Häuser. 1552 wurde als Eigentümer eines der Häuser Martin Kopp erwähnt. Im Jahr 1562 gehörte eins Jacob Giren und das andere den Krumpkischen Erben. Später wurde ein Hansen von Rohren erwähnt, wo später der Balbierer M. Nickel Nefe lebte. An der Mauer befand sich ein Wappen des Erzstifts und des Magdeburger Rats. Noch später wurde dem Probst Jacobi nach seinem Amtsende, auf seinen Wunsch hin, in einem der Häuser eine Wohnung zugewiesen. Mit der von Leopold von Dessau veranlassten Straßenverbreiterung wurde die Mauer dann in der Zeit um 1718 abgerissen. Riemermeister Joh. Balthasar Stöwesand errichtete dann ein neues Haus samt Seitengebäuden und Hinterhaus. Er hatte dem Kloster einen Grundzins in Höhe von 14 Talern zu zahlen. Mit königlicher Erlaubnis richtete er im Gebäude den Gasthof Stadt Brandenburg ein. Für 5300 Taler erwarb der Händler Joh. Jakob Düsing das Anwesen und betrieb hier eine Wollfabrik. Diese ging allerdings in Konkurs. Aus der Konkursmasse übernahm es 1768 der Gläubiger Kriegs- und Domänenrat Christoph Goßler. Nach seinem Tod verglich sich seine Witwe Dorothea Katharina Goßler, geborene Neumann, mit Kreditgebern ihres Mannes und erwarb das Haus für sich. Von ihr kaufte es 1795 Joh. Kaspar Sperling für 8500 Taler. Im Jahr 1819 mietete die Stadt Magdeburg das Haus an und richtete eine höhere Töchterschule ein. Später wurde das Grundstück von der Stadt gekauft. Zumindest um 1823 lebte der Pädagoge Johann Christian August Heyse im Anwesen. 1848 wurde die Luisenschule an die Adresse Breiter Weg 199/200 verlegt. Das hiesige Gebäude wurde abgerissen und 1850 durch einen Neubau mit Wohn- und Werkstatträumen ersetzt, in dem eine Kupfer- und Messingwarenfabrik eingerichtet wurde. Schon 1851 erwarb es jedoch Zimmermeister Lehnert, der hier seinen Wohn- und Geschäftssitz einrichtete. 1873 erwarb die Magdeburg-Cöthen Halle-Leipziger Eisenbahn-Gesellschaft das Haus und nutzte es als Sitz ihrer Direktion. Sie ging 1879 in der Preußischen Staatsbahn auf. Das Haus blieb im Bahnbesitz und diente ab 1922 als Reichsbahndirektion Magdeburg. Nach Auflösung der Direktion 1931 wurde das Gebäude zum Wohnhaus für Bedienstete der Reichsbahn umgebaut. Aktuell ist das Grundstück unbebaut. | ehemaliges Grundstück Fürstenwallstraße 6 im Jahr 2024                                                                |
| 7 (alt) heute Große Klosterstraße 1                  |                      | Im Jahr 1721 errichtete der Landbaumeister Joh. Georg Reinicke das Gebäude an der Ecke zur Großen Klosterstraße. An das Kloster Unser Lieben Frauen war ein Grundzins in Höhe von acht Talern zu zahlen. Der Regierungsadvokat Joh. Kaspar Neumann erwarb es 1739 gemeinsam mit seiner Ehefrau für 2000 Taler. 1769, beide Ehepartner waren verstorben, fiel das Grundstück mitsamt Garten an Dr. med. Joh. Andreas Reinicke bzw. seine beiden Töchter, Frau Pastor Lückefett zu Gadenstedt und Frau Amtmann Lückefett, Wettin. Die beiden Frauen veräußerten es 1785 an den Kammerrat Joh. Andreas Herzog für 2000 Taler. Seine Erben verkauften es 1804 für 6550 Taler an den Regierungsrat Konrad Christian Gosler. Nachdem er Generalprokurator in Kassel wurde, ging das Haus 1808 an den Kanonikus Friedrich August Gansauge. Ab etwa 1932 lebte das jüdische Ehepaar Arthur und Johanna Stein im Haus. Hier betrieb Arthur Stein auch ein Maklerbüro. Das Geschäft wurde am 9. November 1938 zerstört. Ebenfalls im Haus lebten die Familienmitglieder Albert Arnold Lehmann und Ruth Lehmann. Alle vier wurden 1943 nach Auschwitz deportiert und dort ermordet. Vier Stolpersteine erinnern an sie. | Eckhaus Große Klosterstraße 1, 2024                                                                                   |
| 8                                                    |                      | Errichtet wurde das Gebäude im Jahr 1721 von Kriegs- und Domänenrat Christoph Block auf dem östlichen Teil des ehemaligen Küchengartens des Klosters Unser Lieben Frauen. Die Jahreszahl befand sich inschriftlich oberhalb der Haustür. Es war Teil einer Reihe von gleich gestalteten Giebelhäusern, die in dieser Zeit im Straßenzug entstanden. Als Bauherr fungierte der Landbaumeister Joh. Georg Reinicke. Die Witwe Johanna Agnes Block, geborene Wagner, veräußerte es 1742 für 2500 Taler an Kommissionsrat Georg Christoph Hiller. Aus der Hillerschen Konkursmasse übernahm das Haus 1748 für 2300 Taler der Kriegsrat Martin Stegemann. Im Jahr 1759 erbte es seine Ehefrau Dorothea Sophie, geborene Cellarius, von ihr dann 1766 ihr Bruder, der Regierungsrat Christoph Heinrich Cellarius. Cellarius vererbte es seinen Neffen, den Gebrüdern Müller. Einer der Brüder, Kanonikus Christian Heinrich Müller, kaufte dann 1785 seinem Bruder dessen Anteil ab und wurde Alleineigentümer. Im Jahr 1811 war das Gebäude mit einem Arrest belegt. Das Haus stand, als letztes seiner Bauart, noch bis zu seiner Zerstörung im Zweiten Weltkrieg. Es gilt als verlorengegangenes Baudenkmal. | Fürstenwallstraße 8, 2024                                                                                             |
| 9                                                    |                      | Das Gebäude wurde 1721 von Adam Heinrich Wachtler auf dem ehemaligen Gelände des Küchengartens des Klosters Unser Lieben Frauen erbaut. Als Grundzins mussten acht Taler an das Kloster entrichtet werden. 1728 erwarb es für 2000 Taler der Kriegs- und Domänenrat Joh. Friedrich Wernicke. Für 2350 Taler kaufte es 1741 Frau Kriegsrat Johanna Agnes Block, geborene Wagner. Im Jahr 1750 übernahm es Frau Lucie Helene, geborene von Mandelslohe, für 2550 Taler. Sie war mit Major von Rätzdorff verheiratet. 1760 wurde es freihändig verkauft und von Frau Dorothea Elisabeth Heckert, geborene Dübel, für 4050 Taler erworben. Sie war auch noch in der Zeit um 1800 Eigentümerin. | Fürstenwallstraße 9, im Jahr 2024                                                                                     |
| 10                                                   | Fürstenwallstraße 10 | siehe Hauptartikel und Hauszeichen Fürstenwallstraße 10 | Fürstenwallstraße 10, im Jahr 2012                                                                                    |
| 11                                                   |                      | Errichtet wurde das Haus 1720 vom Refugié Jacques de Villas (auch Villars), Parfümhändler aus Saint Hippolyte auf dem östlichen Gelände des Baumgartens des Klosters Unser Lieben Frauen. Seine Witwe Sarah veräußerte es dann für 2400 Taler an den Regierungsrat Peter Gottlieb Koch. Aus dem Kreis der Erben übernahm es 1736 für 2200 Taler Frau Kammerrat Dorothea Elisabeth Köhler, geborene Plümecke. Sie verwitwete und vererbte das Haus schließlich an ihren Enkel, den Kanonikus Friedrich August von Bodecker, der mit 3200 Taler seinen Miterben, seinen Bruder Friedrich Achaz von Bodecker, auszahlte. Frau Kanonikus Wilhelmine Auguste von Bodecker veräußerte es für 4500 Taler im Jahr 1791 an den Kriegs- und Domänenrat Joh. Isaak Sombart. Aktuell ist das Grundstück unbebaut. | unbebautes Grundstück Fürstenwallstraße 11 im Jahr 2024                                                               |
| 12                                                   |                      | 1721 gehörte das vom Zimmermeister Borchert errichtete Haus dem Kriegs- und Domänenrat Dr. Johann Schartau. Das Grundstück erstreckte sich weit nach Westen bis zum sogenannten großen Gasthaus des Klosters Unser Lieben Frauen. Als Hinterhaus gehörte so das Häuschen Klosterkirchhof 3 zum Anwesen. Schartaus Ehefrau, eine geborene Schrader, blieb bis 1766 Eigentümerin und vererbte es dann an die einzige Tochter, Frau Doktor Rüdiger, geborene Schartau. Ihr Ehemann, der Doktor Christian Friedrich Rüdiger, war dann ab 1770 Miteigentümer. Von ihm erwarb es für 8000 Taler im Jahr 1800 der Justizrat Friedrich Peter Nitze, wobei im Preis auch das Hinterhaus mit umfasst war. 1836 erbte es seine Witwe, die es an den Kaufmann und Zuckerfabrikanten Louis Heinicke veräußerte. Er blieb bis 1845 Eigentümer. Dann verkaufte es seine Witwe an den Stadtrat August Morgenstern. Morgenstern ließ das alte Gebäude abreißen und bebaute das Grundstück neu mit einem monumentalen Bau. Kommerzienrat Coste kaufte das Haus im Jahr 1879. Seine Witwe verstarb 1908, worauf das Gebäude an die Loge Hohenzollern veräußert wurde. Die Loge nahm Umbauten vor. Aktuell ist das Grundstück unbebaut. | |
| 13                                                   | Zum Türkenkopf       | Im Jahr 1721 errichtete der Zimmermeister Jakob Eulenstedt das Haus auf dem östlichen Teil des Baumgartens des Klosters Unser Lieben Frauen und benannte es als Zum Türkenkopf. Oberhalb des Hausportals wurde als Hauszeichen auch ein Türkenkopf angebracht. Das Grundstück reichte weit nach Westen bis zum sogenannten großen Gasthaus des Klosters. Eulenstedt verkaufte das Haus für 2050 Taler an den Konsistorialrat Reimers. 1759 erwarb es für 3800 Taler der Kommerzienrat Joh. Christoph Nolbeck und seine Ehefrau Christiana, geborene Ballhorn. Der Kriminalrat Victor Friedrich Walstorf kaufte es 1770 für 4400 Taler, 1786 dann der Kaufmann Joh. Gottfried Ebschke für 4850 Taler. Im Jahr 1801 erwarb es der Kaufmann Friedrich Schmitz für 6000 Taler, wobei Ebschke das Recht behielt, im Gebäude sein Kaufmannskontor weiter zu betreiben. Aktuell ist das Grundstück unbebaut. | |
| 14                                                   |                      | Erbaut wurde das Gebäude durch den Zimmermeister Joh. Jakob Scheer. An Grundzinsen waren sieben Taler an das Kloster Unser Lieben Frauen zu zahlen. Im Jahr 1723 erwarb es für 3850 Taler der Kriegs- und Domänenrat Heinrich Gottfried Ellenberger. Kriegsrat Joh. Christoph Block kaufte es dann aus Ellenbergers Nachlass für 3050 Taler. Blocks Witwe Agnes Block, geborene Wagner, verkaufte es 1741 an den Kammerpräsidenten Kaspar Wichard von Platen für 3500 Taler. Seine Witwe Katharina Sophie von Platen, geborene von Kröcher, auf Mangelsdorf verkaufte 1755 für 3900 Taler an den Regierungsrat Gebhard Friedrich Bastineller. Im Jahr 1774 gelangte ein am westlichen Ende des Gartens befindliches Kellergewölbe zum Grundstück. Vermutlich gehörte der Keller zu einem ehemaligen Gebäude der Klosterfreiheit. Der Eigentümer übernahm die Verpflichtung, die Türen und Fenster des Gewölbes in Ordnung zu halten. Die Witwe Bastinellers veräußerte das Anwesen 1784 für 4000 Taler an den Kriegs- und Domänenrat Joh. Gottlieb Levin Diederichs. Diederichs Erben verkauften 1804 für 9100 Taler an den Domkapitular und Kammerherrn Heinrich Leopold August Graf von Blumenthal. Aktuell ist das Grundstück unbebaut. | Fürstenwallstraße vor 1893                                                                                            |
| 15                                                   |                      | Während des Mittelalters stieß auf diesem Grundstück die Außenmauer des Baumgartens des Klosters Unser Lieben Frauen an die Brandenburgische Kurie (Gouvernementsberg 1). An der Außenmauer bestand ein kleiner Platz, an dessen nördlicher und westlicher Seite jeweils ein kleines Haus stand. Noch im 20. Jahrhundert bestand dieser Platz als gesondertes städtisches Eigentum und wurde als Garten bewirtschaftet. Das an der Nummer 15 im Jahr 1720 von Zimmermeister Joh. Jakob Scheer errichtete Haus trat so von der sonstigen Straßenfront zurück und hatte keinen hinter dem Haus gelegenen Garten. 1728 erwarb der Kaufmann Christoph Goßler das Haus für 800 Taler. Später erwarb es die Witwe Anna Elisabeth Peilschmidt, geborene Voigt, für 1000 Taler. Im Jahr 1753 kauften es Joh. Samuel Ehrhard und seine Ehefrau Elisabeth Ehrhard, geborene Grandam, für etwa 1200 Taler. Die Witwe erbte das Haus dann 1766 gemeinsam mit den Kindern. 1791 übernahm aus der Zahl der Erben der Rendant Joh. Benjamin Ehrhard das Anwesen für 1400 Taler. Er überschrieb das Haus 1801 seiner Ehefrau Friderike Dorothea, geborene Tischmeier, die 2100 Taler mit in die Ehe gebracht hatte. Aktuell ist das Grundstück unbebaut. | |
| Gouvernementstraße 1 (alt) heute Gouvernementsberg 1 | Gouvernementgebäude  | Eckhaus zum heutigen Gouvernementsberg, siehe Hauptartikel | Blick von Norden auf das Gouvernementgebäude, Anfang der 1890er Jahre · Gouvernementsberg 1 im Jahr 2024              |
| 16                                                   |                      | Auf diesem Grundstück befand sich im Mittelalter ein Teil der Domherrenkurie mit der Kapelle Sankt Dionysii. 1398 besaß sie der Domherr Walter von Kökeritz. Innerhalb der Kurie befand sich – vermutlich an der Stelle des Grundstücks – ein Haus, das 1398 Albrecht von Beelitz und 1406 der Domvikar Paul von Smahen als Lehen innehatte. 1432 wurde die Kurie dann jedoch als wüst angegeben. Ab 1482 hatten die Brüder vom gemeinsamen Leben, die sogenannten Troilusmönche, hier ihre Wohnstätte. In der Zeit nach 1562 bestand auf dem Grundstück ein Vikarienhaus. In der Zeit vor 1631 befand sich ein als Stockhaus (Gefängnis) genutztes weiteres Vikarienhaus direkt am Wall, gegenüber dem Randauischen Hof, dem späteren Gouvernementhaus. Nach der Zerstörung Magdeburgs im Jahr 1631 war das Gebäude ruinös und zum Teil abgedeckt. In der Zeit um 1640 hielten sich in der Ruine diverse Arbeits- und Bauersleute regelmäßig auf. 1723/1724 wurden die Vikarienhäuser auf Befehl Leopolds von Dessau abgerissen. Auf dem Grundstück errichtete sodann der Zimmermeister Christian Burchard ein neues Haus, das er an den Regierungsadvokaten Blankenburg verkaufte. Dessen Witwe, Marie Sophie Blankenburg, geborene Kämmerer, veräußerte das Haus im Jahr 1745 für 3000 Taler an den dessauischen Kammerrat Karl Friedrich Heyer. Für 3850 Taler gelangte das Haus 1753 an den Hauptmann Friedrich Wilhelm von Bonin, der jedoch am 2. Mai 1759 im Siebenjährigen Krieg fiel. Er hinterließ seine Witwe Luise Charlotte von Bonin, geborene von Bredow. Sie war die Tochter des Erbherren auf Canzin. Noch im Jahr 1759 überschrieb sie das Haus dem minderjährigen Christian Friedrich von Bonin. 1764, Christian Friedrich war immer noch nicht volljährig, verkaufte Frau von Bonin als Vormund ihres Sohnes handelnd, das Anwesen für 4900 Taler an die Witwe Luise von Schenk, geborene Edle von Plotho. Sie wurde von den Geschwistern von Schenk beerbt, die das Haus 1767 für 4000 Taler an den Hofrat Friedrich von Köpken verkauften. Noch in der Zeit um 1790 war es im Besitz dieser Familie. | |
| 17                                                   |                      | Im Mittelalter war das Grundstück Bestandteil einer Domherrenkurie. Ab 1482 befand es sich im Besitz der Brüder vom gemeinsamen Leben, den sogenannten Troilusmönchen. In der Zeit um 1562 war das Grundstück mit einem Vikarienhaus bebaut. Es entging, wie auch die anderen Vikarienhäuser der Zerstörung Magdeburgs im Jahr 1631, war jedoch sehr baufällig. Im Haus waren Flüchtlinge untergebracht, die Holzteile der Häuser zum Verfeuern nutzten. Nach dem Abriss der Vikarienhäuser errichtete in der Zeit um 1734 der Zimmermeister Joh. Jakob Scheer hier ein Haus. Scheer verstarb 1745. Seine Witwe Dorothea Scheer, geborene Schrader, verkaufte eine Hälfte des Hauses für 2650 Taler im Jahr 1746 an den Kommissionsrat Adolf Friedrich Grone. 1766 veräußert Scheers Tochter, einer verwitweten Speckhun, die zweite Hälfte des Hauses an den Prokurator Joh. Heinrich Grone, der 1775 verstarb. Als Erben bestimmte er seine Neffen, den prinzlichen Kammerrat Joh. Wilhem Grone und den Kammerreferendar Karl Leopold Grone. Beide verkauften das Gebäude 1777 für 3750 Taler an den Kriminalrat Ernst August Wolfgang Hanstein (* 1725). Nach seinem Tod im Jahr 1801 wurden neben der Witwe seine Brüder der Prediger Gottfried August Hanstein, Johann Friedrich Ernst Hanstein (* 1765) und der Oberprediger an der Nicolaikirche in Potsdam, Johann August Ludwig (* 1772), Erben. Die Witwe des Kriminalrates, Jeanne Constance Hanstein, geborene Couderc, erwarb dann 1802 für 4750 Taler das Haus von den anderen Miterben. Derzeit ist das Grundstück mit einem modernen Bürogebäude bebaut, in dem sich der Sitz der CDU Sachsen-Anhalt befindet. | Ecke Fürstenwallstraße/Gouvernementsberg                                                                              |
| 18                                                   |                      | In der Zeit vor 1482 befand sich hier eine Badstube der Domherren, die zuletzt 1477 erwähnt wurde. Das Grundstück gehörte dann zu den ab 1482 hier ansässigen Brüder vom gemeinsamen Leben, den sogenannten Troilusmönchen. 1562 wurde dann auf der ehemaligen Stätte der Troilusbrüder ein Vikarienhaus errichtet. Nach dem Abriss der Häuser ließ der Vikar Laurentius Culemann ein neues Haus errichten. Um die Gerichtsbarkeit entstand ein Streit zwischen der Möllenvogtei und der Domvogtei, der letztlich zu Gunsten der Domvogtei entschieden wurde. 1751 verkaufte die Witwe Culemanns das Haus für 3200 Taler an den Kriegs- und Domänerat Joh. Erich Müller. Er vererbte das Haus an seine Söhne, den Amtmann Christoph August Müller und den Referendar Christian Heinrich Müller. Letzterer kaufte für 4000 Taler Gold 1776 seinem Bruder dessen Anteil ab. 1777 war dann jedoch bereits der Kriminalrat Joh. Gottfried Salomon Eigentümer. Im Jahr 1794 wurde dann seine Schwester, die Witwe Friederike Magdalene Gericke, geborene Salomon, Eigentümerin. | Fürstenwallstraße 18                                                                                                  |
| 19                                                   | Fürstenwallstraße 19 | Wohnhaus von 1723, siehe Hauptartikel | Fürstenwallstraße 19                                                                                                  |
| 20                                                   | Fürstenwallstraße 20 | Verwaltungsgebäude von 1842, siehe Hauptartikel | Fürstenwallstraße 20                                                                                                  |